# Pleurothallis odobeniceps
Pleurothallis odobeniceps är en orkidéart som beskrevs av Carlyle August Luer. Pleurothallis odobeniceps ingår i släktet Pleurothallis och familjen orkidéer. Inga underarter finns listade i Catalogue of Life.